# 阿尔让斯
阿尔让斯（法語：Argences，法語發音：[aʁʒɑ̃s] ⓘ）是法国卡尔瓦多斯省的一个市镇，属于卡昂区。

## 地理
阿尔让斯（49°7'35"N, 0°10'3"W）面积9.76 平方千米，位于法国诺曼底大区卡爾瓦多斯省，该省份为法国西北部沿海省份，北濒大西洋英吉利海峡，东北与滨海塞纳省以海上边界相接，东临厄尔省，南至奧恩省，西与芒什省接壤。
与阿尔让斯接壤的市镇（或旧市镇、城区）包括：康特卢、让维尔、圣旺迪梅尼勒奥热、圣皮埃尔迪容凯、维蒙、穆尔特-希什博维尔。

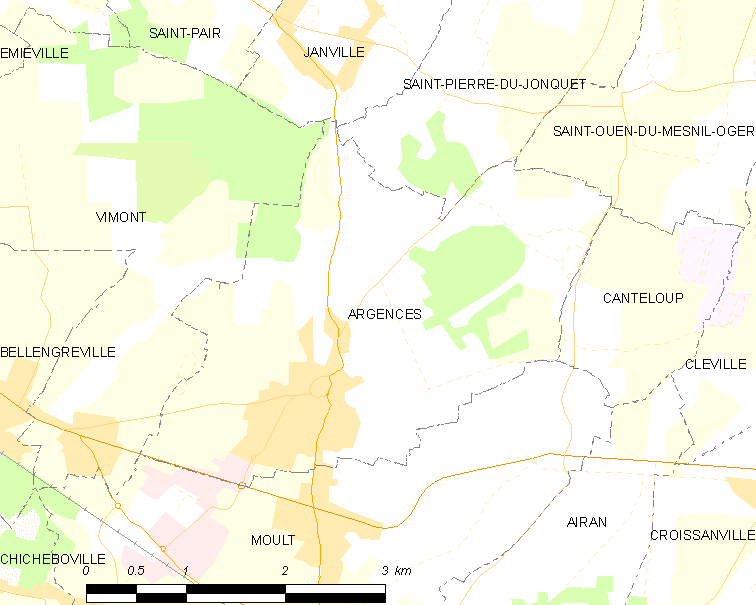
阿尔让斯的OSM定位图

阿尔让斯的时区为UTC+01:00、UTC+02:00（夏令时）。

## 行政
阿尔让斯的邮政编码为14370，INSEE市镇编码为14020。

## 政治
阿尔让斯所属的省级选区为特罗阿恩县。

## 人口

1962-2008年间阿尔让斯人口变化图示

阿尔让斯于2022年1月1日时的人口数量为3940人。